# Dysdera subcylindrica
Dysdera subcylindrica är en spindelart som beskrevs av Dmitry Evstratievich Kharitonov 1956. Dysdera subcylindrica ingår i släktet Dysdera och familjen ringögonspindlar. Inga underarter finns listade i Catalogue of Life.